# Liste des personnages de Cosmos 1999

Cette page présente les principaux personnages de la série Cosmos 1999.

## Personnages des saisons 1 et 2

### John Koenig
John Koenig est le commandant de la base lunaire Alpha. Le personnage est interprété durant les deux saisons de la série par Martin Landau.
Il est le neuvième et dernier commandant de la base Alpha, nommé le 9 septembre 1999, juste avant l'accident, pour organiser une expédition sur la planète Meta après l'éviction du commandant Gorski. Doté d'une autorité naturelle et respecté par ses subordonnés, il a conscience de la difficulté et des responsabilités de sa fonction et est doté d'une personnalité torturée et de troubles psychologiques liés à son passé,.

### Helena Russell
Helena Russell (Barbara Bain) est le médecin en chef de la base lunaire Alpha. Humaniste et profondément empathique, elle peut se montrer néanmoins extrêmement rationnelle et poser des diagnostics avec beaucoup de rigueur. Lors de la Saison 1, elle noue des liens particuliers et privilégiés avec John Koenig. Dans la Saison 2 : elle et le Commandant Koenig s'aiment.

### Sandra Benes
Sandra Benes (interprétée par l'actrice Zienia Merton) est responsable de la section des données et des communications de la base lunaire Alpha, où elle seconde Paul Morrow.

### Alan Carter
Alan Carter (interprété par l'acteur Nick Tate) est pendant toute la série le pilote en chef tout en étant le responsable de la section de reconnaissance.
Le 13 septembre 1999, jour de l'explosion thermo-nucléaire qui arrache la Lune à l'orbite terrestre, il est en vol ce qui en fait d'ailleurs le seul témoin oculaire de l'évènement.

### Robert "Bob" Mathias
Bob Mathias, interprété par l'acteur Anton Phillips est médecin sur la base lunaire Alpha où il est spécialiste en psychiatrie et en neurologie. Son passe-temps favori consiste à défier David Kano, le spécialiste des ordinateurs, aux échecs. Il est le bras droit d’Helena Russel, médecin en chef de la base. 

### Tanya Alexander
Tanya Alexander interprétée par l'actrice Suzanne Roquette, est une opératrice du centre de commande principal de la base lunaire Alpha  C'est une des collaboratrices de Paul Morrow.

## Personnages de la saison 1 uniquement

### Victor Bergman
Victor Bergman (Barry Morse) est un scientifique de très haut niveau, conseiller du Commandant Koenig. Il s'adonne à la philosophie et montre un penchant avéré pour la théologie. Il représente l'autorité morale sur Alpha et affecte un caractère souvent enjoué et enthousiaste. Le commandant le consulte quasiment à chaque fois qu'il doit prendre des décisions importantes, qui mettent en jeu la sécurité d'Alpha. 
Son uniforme est le seul à n'arborer aucune manche de couleur spécifique à sa fonction.

### Paul Morrow
Paul Morrow (Prentis Hancock) est responsable du centre de commande, c'est-à-dire qu'il coordonne le trafic spatial autour de la base lunaire ainsi que dans l'espace plus lointain. Il est également le commandant en second et est donc amené à remplacer régulièrement John Koenig lorsque celui-ci est absent. 
Doté d'un caractère autoritaire et parfois colérique, il joue de la guitare à ses moments perdus et noue une intrigue amoureuse avec Sandra Benes des communications au premier tiers de la saison 1.

### David Kano
David Kano (Clifton Jones) est le Contrôleur en chef de l'ordinateur principal, qui lui fournit en permanence toutes les informations sur l'état de la base Alpha.

## Personnages de la saison 2 uniquement

### Maya
Maya, interprété par Catherine Schell, est une humanoïde extraterrestre de la planète Psychon. Elle est dotée de pouvoirs de métamorphose. Elle devient officier scientifique à bord de la base lunaire où son pouvoir de se transformer en n'importe quel être vivant est largement utilisé pour aider les Alphans.

### Tony Verdeschi
Tony Verdeschi (Tony Anholt) est un officier scientifique sur la base lunaire, adjoint de John Koenig. Au fur et à mesure des épisodes, il lie une amitié profonde pour la "métamorphe" Maya.